# Françoise Meunier
Françoise Meunier (Aat, 30 oktober 1949) is een Belgische arts, onderzoekster en belangenbehartiger van oncologie. Ze is voormalig directeur-generaal van de European Organisation for Research and Treatment of Cancer (EORTC) en stichter van het Europese initiatief Ending Discrimination Against Cancer Survivors. In 2007 kreeg ze de titel van barones van Koning Albert II van België. 
Ze is tevens vicevoorzitter van de Académie royale de médecine de Belgique (ARMB), lid van het Comité Wetenschappelijk Beleid van de European Academy of Cancer Sciences (EACS), en lid van het bestuurscomité Survivorship and Quality of Life' bij de European Cancer Organisation (ECO). Ze maakte ook deel uit van het Wetenschappelijke Comité van Cancer Patients Europe (CPE) en was bestuurslid van het Centre Scientifique de Monaco. 

## Biografie
Meunier studeerde af als arts in 1974 aan de Université libre de Bruxelles (ULB) en behaalde bij dezelfde universiteit een master in medische oncologie in 1976. Ze werd gecertificeerd door de Educational Commission for Foreign Medical Graduates (ECFMG) in 1977. In datzelfde jaar kreeg ze een Fullbright-prijs en was onderzoekster aan het Memorial Sloan-Kettering Cancer Center in New York (1917 – 1978). Dr. Meunier behaalde een master interne geneeskunde aan de VUB in 1979 en doctoreerde in 1985. Later specialiseerde ze zich in ziekenhuis hygiëne en werd hiervoor gecertificeerd door de VUB in 1990. 
In 1994 werd ze benoemd tot Fellow Royal College of Physicians (FRCP) in het Verenigd Koninkrijk en in 1995 werd ze onderzoekster (met onderscheiding) bij de Faculty of Pharmaceutical Medicine. Als Directeur-Generaal van het EORTC van 1995 tot 2015 was ze betrokken bij de coördinatie en administratie van alle activiteiten van het EORTC. Ze werd lid van de Belgian College of Pharmaceutical Medicine (BCPM) in 2001 en specialist in Health Data Management voor het Belgisch Ministerie van Volksgezondheid in 2003. In 2006 werd ze verkozen tot de Académie royale de médecine de Belgique (ARMB). 

## Belangenbehartiging voor het recht om vergeten te worden
Françoise Meunier is een vooraanstaand pleitbezorger voor de kwaliteit van leven van kankerpatiënten, met name wat betreft de kwestie van financiële discriminatie van kankerpatiënten op basis van het principe van het "recht om vergeten te worden ". Sinds 2014 zet ze zich onvermoeibaar in om financiële discriminatie van kankerpatiënten te bestrijden. Ze organiseerde drie EORTC Cancer Survivorship Summits (2014, 2016 en 2018) en gaf in 2016 een TEDx-lezing in Monaco met de titel "Kankerpatiënten zouden niet twee keer moeten betalen!"
Door haar leiderschap in het Europees initiatief Ending Discrimination Against Cancer Survivors, omvatten haar inspanningen onder andere belangenbehartiging bij het Europees Parlement en belangrijke stakeholders om een pan-Europees wettelijk kader te creëren rond het recht om vergeten te worden. Tussen 2020 en 2022 leidde ze een onderzoeksproject rond deze problematiek met de European Cancer Patient Coalition (ECPC). In 2023 lanceerde ze een website als belangrijke bron van informatie en om het bewustzijn te bevorderen rond maatregelen om de financiële discriminatie ten opzichte van overlevenden van kanker aan te pakken. In 2024 organiseerde ze onder de auspiciën van het Belgische voorzitterschap van de Raad van de Europese Unie een conferentie op hoog niveau die beleidsmakers, gezondheidswerkers en belangenbehartigers samenbracht. Het evenement riep op voor een EU-breed recht om vergeten te worden om een einde te maken aan de financiële discriminatie tegen overlevenden van kanker en om het collectieve engagement om overlevenden te beschermen en Europese solidariteit te versterken. Stakeholders drongen aan op een harmonisatie van wetgeving en de creatie van een netwerk om implementatie te ondersteunen. 

## Prijzen en onderscheidingen
- 1977 - Fulbright-prijs
- 1977, 1978 - NAVO-beurs
- 1977 - Fondation Rose et Jean Hoguet-beurs (voor onderzoek naar kanker)
- 1977-1978 - Onderzoekster bij het Memorial Sloan-Kettering Cancer Center, New York
- 1978-1979 - "Special Projects Section"-beurs van Memorial Sloan-Kettering Cancer Center, New York
- 1987-1988 - Pfizer prijs
- 1990 - Fernand Hirsch prijs (AMUB)
- 1992 - Uitgenodigd als gastspreker van de Académie Royale de Médecine de Belgique
- 1994 - ESTRO erelid
- 1994 - Fellow of the Royal College of Physicians, Verenigd Koninkrijk
- 1994 -1996-Wetenschappelijke Raad ESO Belgium
- 1994 - FRCP (Fellow Royal College of Physicians), Verenigd Koninkrijk
- 1994 - ESMO-geaffilieerd lid
- 1995 - Lid van de Faculty of Pharmaceutical Medicine of the Royal Colleges of Physicians in het Verenigd Koninkrijk
- 1996 - Slovaakse Vereniging van Chemotherapie - erelid
- 1996 - Onderzoeker (met onderscheiding) van de Faculty of Pharmaceutical Medicine of the Royal Colleges of Physicians in het Verenigd Koninkrijk
- 1997 - Pfizer Belgium Klinische Onderzoeksprijs
- 2000 - Lid van het FECS (Federation of European Cancer societies) Comité Onderwijs en Opleidingen
- 2001 - Lid van Belgian College of Pharmaceutical Medicine (BCPM)
- 2002 - Lid van het Europa Donna Wetenschappelijk Comité Belgium
- 2004 - Uitgenodigd als spreker bij de Fédération des Académies de Belgique (FEAM)
- 2004 - Uitgenodigd als spreker bij de Académie Royale de Médecine de Belgique
- 2004 - Belgisch Laureaat voor de “Prix Femmes d’Europe 2004-2005”
- 2006 - Prijs “Femme Leaders” - Association Belge des Femmes Chefs d’Entreprise
- 2006 - Lid van de Académie Royale de Médecine de Belgique
- 2007 - Verheven tot barones door Koning Albert II van België
- 2007-2009 - Lid van het bureau van de ’Académie Royale de Médecine de Belgique
- 2009 - Pezcoller Foundation Award voor bijdragen tot oncologie als wetenschappelijk leider en mentor
- 2009 - 2014 - Lid van de Accreditation Council of Oncology in Europe (ACOE)
- 2009 - Pezcoller-ECCO prijs voor bijdragen tot de oncologie
- 2010 - Lid van Woman on Board
- 2011 - Onderzoeker bij European Academy of Cancer Sciences
- 2012-2016 - Lid van het IMI (Innovative Medicine Initiative) Wetenschappelijk Comité
- 2012 - 2013-Bestuurslid van de Federation of European Academies of Medicines (FEAM)
- 2012 - ESMO Life Time Achievement Award voor EORTC
- 2013 - Lid van European Cancer Concord (ECC) bestuurscomité
- 2013 - ECCO Lifetime Achievement Award
- 2014 - Lid van het bestuur van het Centre Scientifique de Monaco (CSM)
- 2015 - Voorzitter van Accreditation Council of Oncology in Europe (ACOE)
- 2015 - Diploma van Doctor of Medical Science (Honoris Causa) bij de Queen’s University of Belfast, Noord-Ierland, Verenigd Koninkrijk
- 2015-2018 - Bestuurslid van de Alliance for Biomedical Research in Europe
- 2015-2018 - Bestuurslid van het EORTC Cancer Research Fund
- 2015-2020 - Lid van het Scientific Panel of Health (SPH) van de Europese Commissie
- 2024 - Lifetime Contribution on Oncology award, gepresenteerd door Csaba Degi, tijdens het gezamenlijke ECO-Euro evenement in Dublin
- 2024 - OncoDaily Influential Woman in Oncology award, dat 100 vrouwen over de hele wereld eert voor hun leiderschap, innovatie en toewijding tot de vooruitgang van oncologie.

## Professionele affiliaties
- Stichter van het Europees Initiatief “Ending Discrimination Against Cancer Survivors”
- Vicepresident van de Royal Academy of Medicine of Belgium (ARMB)
- Lid van het Wetenschappelijk Beleidscomité, European Academy of Cancer Sciences (EACS)
- Lid van het bestuurscomité van Survivorship and Quality of Life, European Cancer Organisation (ECO)
- Lid van het Wetenschappelijk Comité, Cancer Patient Europe (CPE)
- Onderzoeker Royal College of Physicians, Verenigd Koninkrijk
- Onderzoeker Royal College of Pharmaceutical Medicine, Verenigd Koninkrijk
- Lid van het Belgian College of Pharmaceutical Medicine, België